# جانكي الصغير
جانكي الصغير (باليابانية: ジャンケンマン) (بالإنجليزية: Jankenman)‏ هو مسلسل رسوم متحركة، بث لأول مرة في 4 أبريل 1991 وانتهى بثه في 26 مارس 1992، يتوفر على 51 حلقة، دبلج أيضا إلى اللغة العربية وعرض على قناة عجمان والبحرين وعدة قنوات عربية أخرى في التسعينييات من القرن العشرين، وبعد سنوات عديدة قامت قناة سبيستون باعادة عرض المسلسل تحت مسمى (أمل البطل) ودبلجة (مركز الزهرة) التي قامت بتغيير السيناريو والاصوات واغنية المقدمة والنهاية للمسلسل.

## القصة
في جزء ما من الأرض، هنالك تقع بلدة الجانكن (Janken Town)، التي تتميز بالسلام والأمان. لكن، وخلافا لوالديه الطيبين، فإن «تريكي» المقنع، يود تدمير البلدة ليتولى زعامتها، ولا يجد من يقف أمامه سوى بطل واحد، البطل الذي يأخذ قوته من لعبة (حجرة – ورقة – مقص)!! إنه «جانكن مان». يقوم جانكن مان باستخدام (قوة الورق) أو (قوة الجانكن) لإحلال الأمن والأمان والسلام والعدل والحب في البلدة، بينما يحاول تريكي المستحيل للقضاء على جانكن مان، والاستيلاء على قوته، ويستخدم أساليب وحيل مبتكرة في ذلك، فهل سينجح يا ترى؟ يأخذك أنمي جانكن مان، في عالم من المغامرات الشائقة، ويغرس في النفوس قيما إنسانية عالية عن الصداقة والتضحية بالنفس وغيرها الكثير، إنه أكثر من رائع!!

## الشخصيات
- جانكن مان الاداء الصوتي: أي أوريكاسا(الياباني)
- غوويان الاداء الصوتي: أكيكو ياجيما (الياباني)
- أورورون
- أب غوويان
- جانكن سينين الاداء الصوتي: إيكويا ساواكي (الياباني)
- أوسوداشي المقنع الاداء الصوتي: كازكي ياو (الياباني)
- شوكين الاداء الصوتي: كوتونو ميتسويشي (الياباني)
- بورين
- آتشيمويتيهويهوي الاداء الصوتي: مايومي تاناكا (الياباني)
- آكي كوزو الاداء الصوتي: ميغومي هاياشيبارا (الياباني)
- هوشيزورا آكيها
- أب جانكين
- آيكو

## الأصوات العربية

### نسخة استديوهات عجمان الخاصة
أداء الأصوات
- سناء حامد في دور (جانكي الصغير)
- إسماعيل نعنوع (مدرجة باسم إسماعيل نعنوع)
- حسام الصباح
- رندة قبيسي
- عمار شلق
- خالد السيد
- رندة حامد
- زياد مكوك
- منى كريم
- بيار جامجيان
- فاتن خليفة
- مروان طراف
- ماريبال صوما
- جمال حمدان
- فيصل الأسطواني
- سيلفانا نزهة
- ندى حطيط
- صفا درغام
- سمية صبرا

### نسخة مركز الزهرة
الممثلون
- أماني الحكيم - أمل
- رأفت بازو - تريكي
- ريم علي
- صفاء سلطان
- فاتن عيدو- أيكو
- قمر خلف
- لمى هاشم
- لويز عبد الكريم
- مأمون الفرخ
- محمد خاوندي- كبير القرية
- منصور السلطي

## وصلات خارجية
- جانكي الصغير على موقع ANN anime (الإنجليزية)

http://www.animenewsnetwork.com/encyclopedia/anime.php?id=1085